# Marcel Petit (vétérinaire)
Pour les articles homonymes, voir Marcel Petit et Marcel Petit (sculpteur).
Marcel, Arsène, Petit, né le 19 mai 1888 à Civray-sur-Esves (Indre-et-Loire) et mort le 25 février 1986 à Juan-les-Pins, est un vétérinaire Français, professeur d'anatomie à l'École nationale vétérinaire de Toulouse, directeur de cette école de 1941 à 1945. Engagé dans la Résistance, il fut arrêté par la Gestapo, emprisonné à Fresnes et déporté, de 1943 à 1945, à Buchenwald puis surtout à Dora où il se distingua par l'aide qu'il apporta à ses codétenus et par sa participation à la résistance au sein du camp. A son retour en France, il fut nommé Inspecteur général des écoles vétérinaires de 1945 à sa retraite en 1959. Il a été un acteur majeur de la construction de la nouvelle école vétérinaire de Toulouse.

## Origines familiales et formation
Marcel Petit est le fils de Pierre Petit (1861-1925) et de Mélanie Desbrousses (1864-1930), d'une famille protestante originaire du Limousin. Ses parents se sont fixés à Civray-sur-Esves quand son père y a été nommé instituteur. Très pratiquants, ils seront heurtés par la décision de leur fils, à son retour de guerre, de renoncer à la pratique religieuse. Il avait une sœur aînée et un frère cadet.
Ainsi que l'écrivit Robert Barone : « Il allait faire montre d'une personnalité aussi forte que sa vitalité ».
Il est scolarisé au Lycée Descartes de Tours, comme interne boursier. En 1906, il obtient le baccalauréat mathématiques élémentaires. Reçu 4e au concours d'admission des Écoles nationales vétérinaires en 1907, il intègre l'École nationale vétérinaire d'Alfort où il devient major de sa promotion.
Au cours de sa scolarité, il fréquentera le laboratoire de Ramon où il s’initiera aux techniques de microbiologie.
Il en sort diplômé et lauréat en 1911.
Lors de la Crue de la Seine de 1910, sa participation aux opérations de sauvetage en barque des habitants de Maisons-Alfort lui vaut, comme à d'autres étudiants de l'École vétérinaire, le mérite agricole.
De 1911 à 1913, il est incorporé à la caserne des Invalides, au Service des viandes conservées.
En 1922, il épouse Suzanne Coquot (1902 - 2004), fille du professeur Coquot, professeur de chirurgie à Alfort. Ils auront une fille et deux garçons.

## Guerre de 1914-1918
Mobilisé du 2 août 1914 au 30 septembre 1919, d'abord comme vétérinaire auxiliaire, puis comme vétérinaire aide major à partir de février 1917, il sert dans la 1re Division de marche du Maroc, puis dans le 223e Régiment d'artillerie. Il participe aux combats de la Marne en 1914, puis des Monts de Champagne en 1917. En juin 1918, il est affecté à l'armée d'Orient, au 10e escadron du 4e régiment de spahis, jusqu'à sa démobilisation en septembre 1919. Il y guérit de la typhoïde mais rentre en France avec le paludisme.

## L'enseignant d'anatomie à Alfort puis à l'ENV de Toulouse
En 1913, Marcel Petit est recruté comme chef de travaux stagiaire d'anatomie par le professeur Édouard Bourdelle arrivé l'année précédente de l'École vétérinaire de Toulouse pour occuper la chaire d'anatomie à Alfort
Après une première coupure imposée à sa carrière par la guerre de 1914-1918, il est réintégré dans le corps enseignant de l'École d'Alfort et recruté en 1920 comme chef de travaux titulaire.
Sans tarder, il étend le champ de ses connaissances au Muséum National d'Histoire Naturelle et à la Faculté des Sciences de Paris. Après la création du Doctorat vétérinaire en 1923, il prépare une thèse de Myologie comparée qu'il soutient en 1925.
En 1926, à l'issue d'un concours, il est nommé professeur à l'École nationale vétérinaire de Lyon où il aurait dû succéder au professeur François-Xavier Lesbre. Mais, la même année le professeur Édouard Bourdelle mute au Muséum National d'Histoire Naturelle, libérant la chaire d'anatomie d'Alfort. Clément Bressou, professeur d'anatomie à l'École vétérinaire de Toulouse, qui avait été dans son jury de concours de professeur, mute à son tour de Toulouse à Alfort, libérant la chaire de Toulouse. Marcel Petit demande aussitôt et obtient sa mutation à l'École nationale vétérinaire de Toulouse.

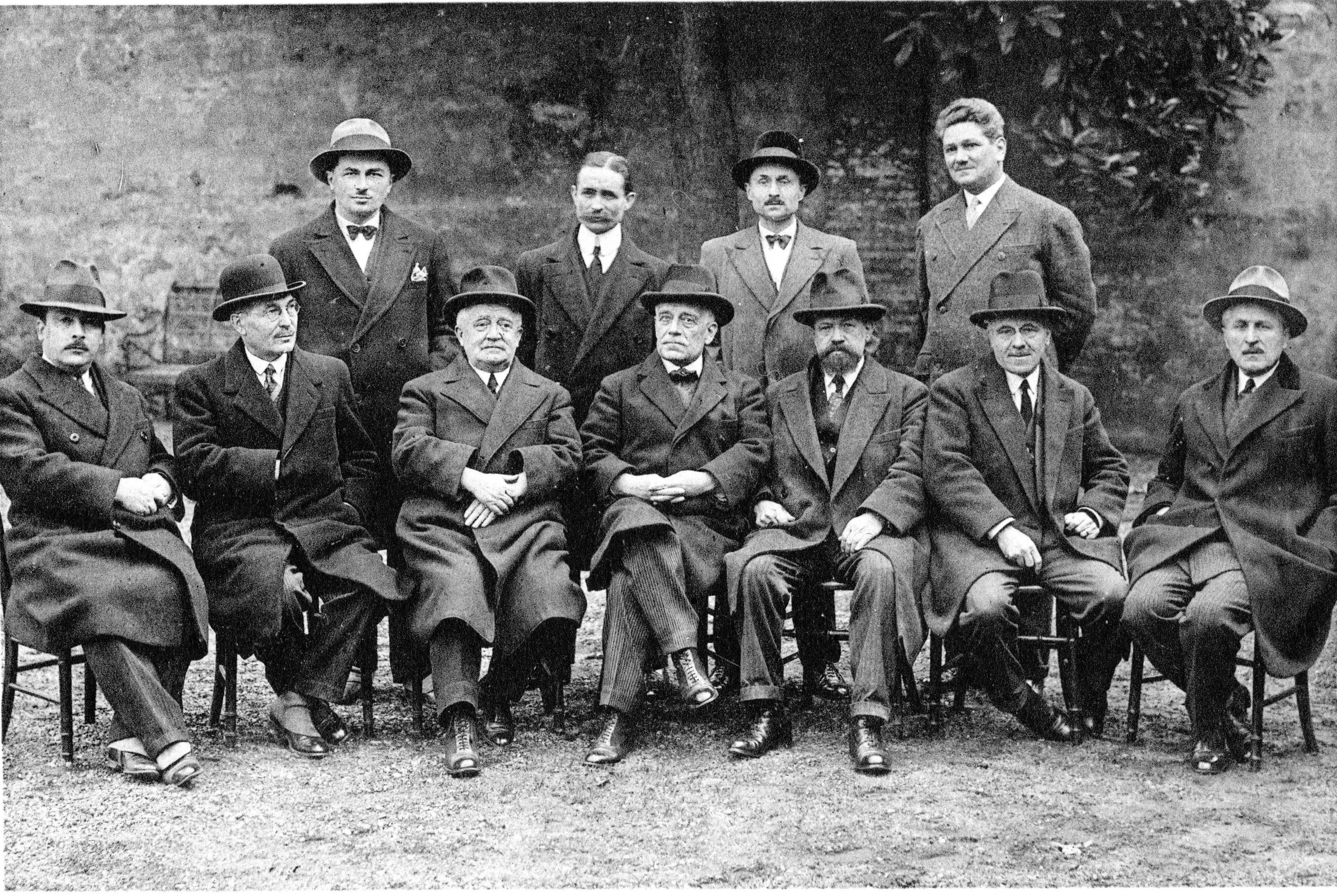
Le corps professoral de l'École nationale vétérinaire de Toulouse en 1933

Malgré ses charges nouvelles, il continue de développer sa culture scientifique par l'acquisition de certificats dans différents domaines à la Faculté des sciences de Toulouse. Ses savoirs biologiques et médicaux, théoriques et pratiques, lui seront très utiles lorsqu'il les mettra en application au revier de Dora. Il prépare en outre une thèse de Doctorat d'État es Sciences sur les molaires des équidés. Fortement documentée et abondamment illustrée (206 figures et 110 tableaux), cette thèse est soutenue à Paris en 1939. Sa préparation a été l'occasion de publications sur des sujets connexes : craniométrie, mécanique masticatoire, anomalies. Il entreprend simultanément des recherches sur l'anatomie des oiseaux domestiques dont l'illustration donne libre cours à ses talents de dessinateur, mais dont la plupart resteront inédites car les évènements vont changer le cours de sa vie : la guerre, la direction de l'ENVT, la Résistance, la déportation.

### Ses conceptions de l'enseignement de l'anatomie
Marcel Petit était servi par une prodigieuse mémoire qu'il mettra à profit pour rédiger son livre de souvenirs de déportation et, selon Robert Barone, professeur d'anatomie à l'École vétérinaire de Lyon, par un talent de dessinateur qui lui permettaient de développer ses cours, sans notes, craies en mains devant le tableau noir, avec une remarquable concision et une grande clarté pédagogique.
Dans son éloge de Marcel Petit, Barone écrit aussi :

« Il affichait sa préférence pour un enseignement analytique de l'Anatomie, contre l'Anatomie dite "régionale" ou " appliquée", considérée à juste titre comme démagogique et inefficace lorsqu'elle s'adresse à de complets débutants »

On l'aura compris, Robert Barone, qui régna sur l'anatomie vétérinaire en tant qu'auteur d'ouvrages de référence, déclare partager les conceptions de Marcel Petit. Or Barone défendait une conception didactique et fonctionnelle de l'enseignement de l'anatomie par appareil en relation avec la physiologie, contre l'anatomie régionale chère aux anatomistes de l'école dite toulousaine (Montané, Bourdelle et Bressou)
Il est intéressant de souligner une autre proximité entre les deux hommes, Petit et Barone ont été des éclaireurs de France et se sont engagés physiquement dans des opérations d'assistance à des personnes en difficulté.

## Éclaireur de France
Son engagement dans les Éclaireurs de France est le résultat de circonstances. Ses trois enfants avaient intégré les premiers les Éclaireuses et les Éclaireurs, dont le siège toulousain était proche du domicile parental, 66 rue Pargaminières. Après l'interdiction de ces mouvements de jeunesse en zone occupée, leur direction dut se replier en zone sud, à Vichy. C'est dans ce contexte qu'il fut proposé à Marcel Petit d'exercer le rôle d'animateur de l'antenne régionale toulousaine.
Dans la préface du livre de Marcel Petit, Contrainte par corps, Louis Garnier écrit : « ses responsabilités dans le scoutisme lui avaient permis de rencontrer Lucien Fayman dont il avait deviné l'activité au sein de la Résistance ». Lucien Fayman (1916-2007), juif, engagé initialement dans les Éclaireurs de France avait décidé de rallier les éclaireurs israélites, dans une affirmation de solidarité et de résistance, après la promulgation des lois antijuives de Vichy. Cette résistance morale à des lois iniques les amena à la Résistance contre l'occupation nazie, au sein du réseau PRUNUS, dans lequel Lucien Fayman s'était le premier engagé.

## Le Directeur d'école vétérinaire résistant
En 1941, Marcel Petit est appelé à la direction de l'ENVT en tant que directeur-professeur où il succède à Martin, professeur de parasitologie, tout en continuant à exercer son enseignement de professeur d'anatomie, comme c'est resté le cas dans les écoles vétérinaires jusque dans les années 1990. Proposé par le conseil des professeurs de l'École vétérinaire, il fut retenu par l'autorité de tutelle, le ministère de l'agriculture replié à Vichy en 1941.

Selon Barone : 

« Venu presque par accident à l'administration, il y apporta le même esprit de rigueur qui avait fait la clarté de son enseignement. Dans ces situations si diverses, il s'attacha avec constance à servir ce qu'il estimait être la vérité et l'intérêt collectif, quitte à prendre des risques personnels. Son discours était en effet aussi incisif que son scalpel et le refus du compromis devait lui valoir bien des désagréments »

Dès sa nomination, en 1941, les sanctions qu'il prononce à l'encontre d'étudiants qui ont agressé des commerçants juifs en ville, l'exclusion même de l'un d'eux, collaborateur affiché, au motif d'insuffisance de résultats scolaires, lui valent des convocations et des rappels à l'ordre exercés par le Commissariat aux questions juives créé en mars 1941. La pression s'accroît après le 11 novembre 1942, quand la zone libre est envahie par les Allemands à la suite du débarquement allié en Afrique du Nord et prend le nom de « zone sud ». Toulouse est occupée par les Allemands. Marcel Petit fournit de faux papiers pour aider des étudiants, on lira à ce sujet le témoignage de Strohl, diplômé de l'ENVT en 1943, sur l'arrestation de Marcel Petit « Je savais notamment que Petit fabriquait de fausses cartes d’identité, puisqu’il m’en avait donné une, pour le cas où...», et il collecte des informations qui remontent par le réseau. Au sein de l'École, il bénéficie du soutien de collègues et amis tels Pierre Pons, professeur de zootechnie et président du Stade toulousain, Lasserre, professeur de chirurgie, mais il doit tenir compte aussi d'opposants internes qui deviennent dangereux avec l'Occupation, en même temps que s'alourdit la chape de Vichy. Il en taira toujours les noms et il n'y fera référence qu'une seule fois dans les premières pages de son livre Contrainte par corps lorsqu'il l'évoque en ces termes :

« A l'école vétérinaire, c'est la guerre sournoise, silencieuse, implacable. Toute une bande, professeurs, étudiants, employés, épie mes gestes, surveille mes déplacements, scrute mes visiteurs. Vichy continue à me dépêcher ses enquêteurs. Je joue le jeu en redoublant de prudence. Toutes mes sorties sont justifiées, je me montre partout où ma charge m'appelle, on me voit aux cérémonies officielles, je défile à la tête des Éclaireurs de France. Mêlant sans cesse le clandestin à l'officiel, je mène une existence passionnante.
Pourtant, j'ai encore une alerte : la préfecture me convoque pour « une affaire me concernant ». C'est l'enquête banale sur les dirigeants de mouvements de jeunesse. A l'énoncé de mes fonctions, le commissaire sort sans hésiter un dossier, le mien. Il est évident que mes délateurs l'ont abondamment renseigné. Il énumère toutes les charges qui pèsent sur moi depuis deux ans. Ça va mal ! Lentement, posément, il range son dossier et se tourne vers moi :
Monsieur, j'ai fait vis à vis de vous mon devoir de fonctionnaire, et je vous prie de ne pas m'en vouloir. Mais en tant qu'individu, je ne suis pas tenu à la même attitude et je vous souhaite bonne chance.
Là dessus, il me serre la main et me reconduit. Je me retrouve dehors, tout ahuri »

### Les activités de résistant
Le réseau PRUNUS est l'un des réseaux du Special Operations Executive (SOE) britannique dont la section F (pour France) est dirigée par le colonel Maurice Buckmaster. Ce réseau est animé par un jeune lieutenant anglais du SOE, Martin Perkins (Eugène, Gérard), mais binational en fait car né en France de mère française. Envoyé pour étudier l'évolution de l'opinion publique en France, il préfère y créer un réseau de renseignements et de sabotages, en même temps que d'organisation de parachutages d'armes et de sauvetage d'aviateurs anglais.
On a vu que Marcel Petit (Mercier) a été introduit dans le réseau par Lucien Fayman. Paul Dupin , son fidèle secrétaire général de l'École vétérinaire, y est associé. Cette complicité fut le fruit du hasard car Petit ne soupçonnait pas que Dupin puisse être un sympathisant de la Résistance. Or un jour, Marcel Petit le surprit tirant des tracts à la ronéo. À partir de ce jour-là, leur collaboration fut très étroite et Dupin servit les projets de Petit. Leurs bureaux et les greniers de l'École vétérinaire sont des lieux de transit d'armes et d'explosifs.
Petit est le membre du réseau le plus âgé, il a 55 ans en 1943 quand le chef du réseau, Eugène ou Gérard, en a 22. Marcel Petit ne découvrira son identité véritable, Maurice Pertschuk, qu'en 1945, à Londres où il sera convoqué pour l'enquête menée par les services britanniques sur la destruction du réseau Prunus. Lorsque Marcel Petit cite son nom, on perçoit, même exprimées très sobrement, la confiance et l'estime qu'il lui porte comme à d'autres membres du réseau.
Dans son livre Marcel Petit s'étend très peu sur son activité de résistant, car ce n'est que le prologue introductif au récit de ses années en camp de concentration.

Le projet sur lequel travaille Marcel Petit en avril 1943 est un sabotage d'envergure du réseau électrique via la destruction de deux douzaines de pylônes électriques sur des lignes à haute tension. C'est un tout autre projet que lui présente Gérard : le sabotage de la Poudrerie de Toulouse. Un agent, Bobby, chef d'équipe à la Poudrerie, est déjà en place. Marcel Petit énumère les difficultés de l'opération et se rallie. Londres a donné son accord au projet qui lui a été présenté par un agent accrédité par le bureau suisse du Secret Intelligence Service, François Hitter, lequel a établi un contact avec Bobby. Il écrit : 

« Notre rôle se réduit à ceci : Mercier (c'est moi) préparera le matériel de sabotage, le remettra à Maufaix qui le passera à Bobby, l'homme de la Poudrerie »

### L'arrestation

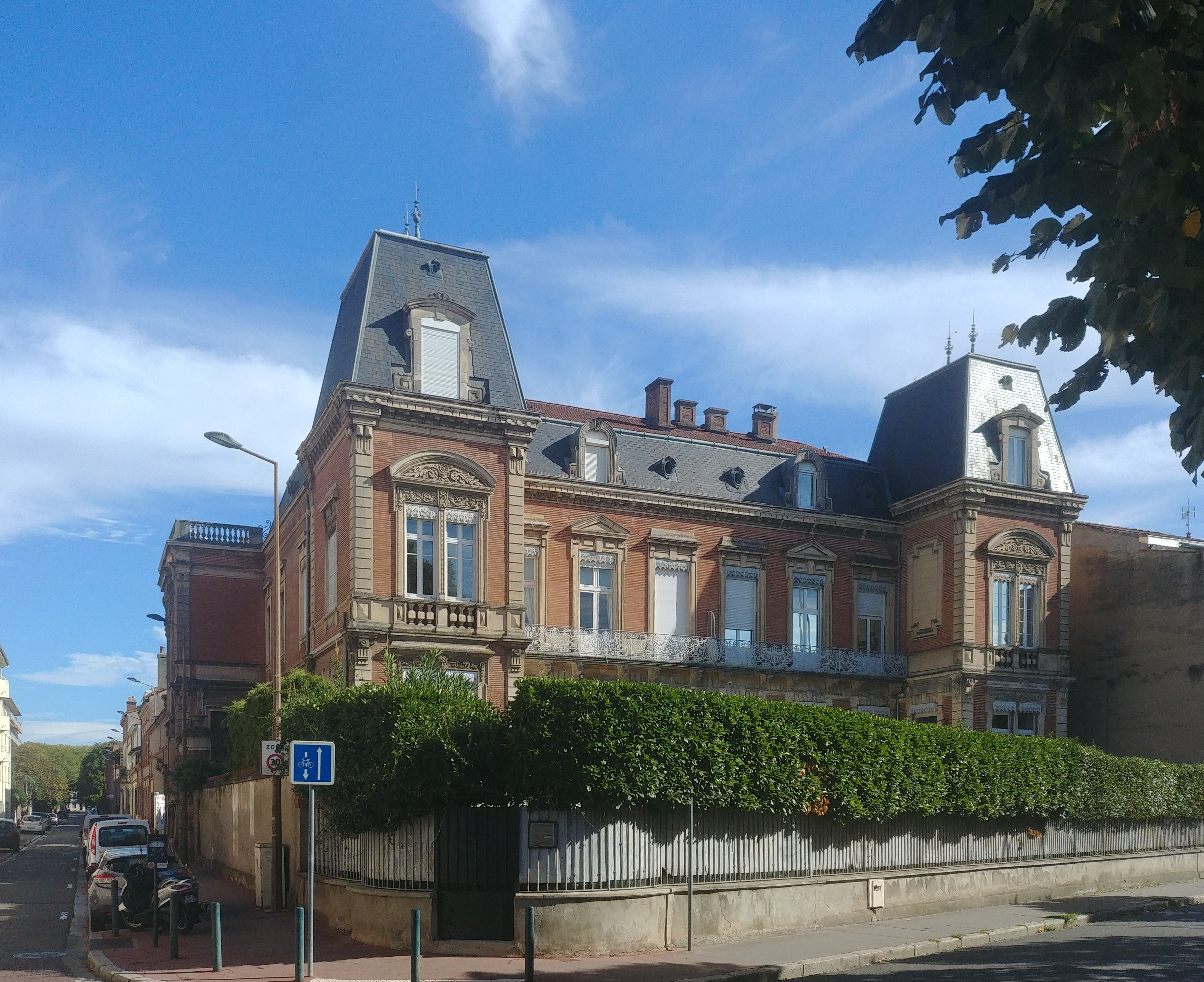
Ancien siège de la Gestapo à Toulouse, « Hautes grilles et jardins isolent le luxueux hôtel où s'est installée la Gestapo. Demeure mystérieuse qu'évitent les passants, d'où rien ne transpire sinon la terreur »,

Bobby, le contact de la Poudrerie, se révèlera être Robert Moog, Français se faisant passer pour un réfugié alsacien sympathisant de la Résistance, un des plus redoutables agents de l'Abwehr puis de la Gestapo.
Dans la soirée du lundi 12 avril ont lieu les arrestations de plusieurs membres du réseau, au 22 rue des Pyrénées, et, dans la matinée du mardi 13 avril, celles de Petit et de Dupin à l'École vétérinaire. Le lundi 12 avril, ont lieu aussi celles de Jean d'Aligny, de sa compagne Yvonne Lagrange et du radio Marcus Bloom au château d'Esquiré à Fonsorbes. Fort de ses succès, l'agent Moog sera appelé à Lyon pour seconder Klaus Barbie. Il contribuera à l'arrestation de Jean Moulin.
Petit et Dupin sont soumis à des interrogatoires et torturés, au siège de la Gestapo toulousaine, au 2 rue Maignac, aujourd'hui Rue des Martyrs-de-la-Libération. Malgré les violences subies, ils ne livrent aucune information, mais ils sont confondus quand ils sont confrontés aux informations détenues par les Allemands
.
Après un passage par la prison militaire de Furgole, ils sont transférés à celle de Fresnes, le 27 mai 1943, et enfin au camp de rassemblement de Compiègne̞-Royallieu le 17 janvier 1944.

## La déportation à Buchenwald et Dora: matricule F 44448
Marcel Petit est déporté, le 27 janvier 1944, dans un convoi de 1 584 hommes (matricules extrêmes : 43 470 – 45 048) dont 1 415 français. Ils arrivent´au KL Buchenwald le 29 janvier 1944.

### Buchenwald

Triangle rouge porté par les déportés politiques français

Dans le camp, les SS abandonnent la gestion intérieure du camp aux détenus et ne viennent que pour les appels ou les grandes occasions. Le block 48 de quarantaine auquel est affecté Marcel Petit est un bloc de politiques ou considérés comme tels, ils portent un triangle rouge cousu sur leur vêtement. Le chef du block, Erich, communiste allemand, a perdu tous les siens assassinés les uns après les autres dans le même camp. Pour Erich l’appartenance au parti prime tout. Petit a la malchance de retrouver Maufaix dans son block, dans les bonnes grâces du chef, et chargé d'établir les fiches politiques des détenus, ce que rapporte aussi Pierre Durand : Petit est catalogué « bourgeois réactionnaire ». « Dommage que Pétain ne l'ait pas su, ça m'aurait évité des désagréments » écrit-il avec humour. Mais ce détail va influencer son destin.

### Dora
Après deux semaines de quarantaine, fin février 1944, il fait partie des 697 qui sont envoyés au camp de Nordhausen-Dora, à 87 km de celui de Buchenwald dont il est un kommando extérieur malgré sa dimension exceptionnelle. Dora est un lieu d'épouvante à Buchenwald tant sa réputation est effrayante : c'est le cimetière des Français, ou l'enfer de Buchenwald pour les Belges. Ils découvrent leur lieu de destination, avec stupeur, en arrivant. Pour la plupart ils sont orientés vers la construction du camp qui avait été ajournée au bénéfice des travaux du Tunnel où sont construits les V2. Il faut construire les baraques, les rues, les réseaux et la clôture électrifiée d’une véritable petite ville associée à l’usine des armes secrètes.
Buchenwald et Dora sont deux mondes différents : à Buchenwald, la domination des Rouges n'est pas contestée tandis qu'à Dora les Rouges politiquement engagés sont très peu nombreux et leur situation y est précaire. Les Verts (détenus de droit commun) y sont plus nombreux et s'organisent par clans pour le pillage des rations et des colis par block en pactisant avec les SS ; à Buchenwald, la vie sociale est très large et les détenus peuvent circuler de block à block, ce qui est interdit de fait à Dora, les blockmeisters (chefs de block), des verts en majorité, s'y opposant.

Petit est affecté au chantier dit de la « terrasse », dans le Kommando 52 qui travaille au déblaiement de troncs d'arbres et au nivellement du terrain. Les conditions de vie y sont effroyables et il contracte très vite une grave pneumonie. Mais sa personnalité lui a valu l'estime de codétenus et il reçoit une aide qui va lui sauver la vie. Un de ses anciens élèves, René Morel, vétérinaire, déporté et infirmier au revier (infirmerie), l'a reconnu et le dissuade vivement de s'inscrire à un convoi de transfert de malades vers un camp de convalescence car c'est en fait un Himmelstrasse (chemin du ciel) qui mène à un camp de la mort pour ceux qui survivent au voyage. Il lui fournit les sulfamides. Hessel Groeneveld, un médecin néerlandais, et Jean-Pierre Ebel, alsacien, assistant de la faculté de médecine de Strasbourg faisant fonction d'infirmier, parviennent à persuader Fritz Pröll, le schreiber (détenu secrétaire) du revier qui a la confiance du médecin SS, de le recruter pour les assister dans leur travail au labor (laboratoire). Le 13 avril 1944, ils le sortent de l'enfer de la boue, des pelles et des pioches, de la sous-nutrition, des coups et des dortoirs glacés. 

« Jamais naufragé sur le point de couler ne saisit mieux la bouée qui passe à l'improviste. Jamais condamné ne ressentit plus intensément la chance d'une grâce »

#### Le Revier de Dora
Le revier est sous les ordres du Lagerarzt (médecin-chef SS) Karl Kahr (en), glacial mais soucieux d'efficacité : Dora n'est pas qu'un lieu de mort, c'est d'abord une usine tunnel où sont fabriquées les armes secrètes V2 sous la direction d'ingénieurs (dont Wernher von Braun). Le nombre des malades qui se présentent quotidiennement au revier dépasse sa capacité, même si, en principe, il faut que la température corporelle soit supérieure à 40° pour être hospitalisé ou que l'examen des crachats révèle la présence de bacilles. Pour améliorer son fonctionnement, Kahr remplace en avril 1944 le kapo du revier, un Vert, par un Rouge allemand, Fritz Pröll, un jeune communiste militant, de 29 ans en 1944, doté d'un remarquable sens de l'organisation. Jean-Pierre Ebel et Marcel Petit font fonctionner le labor, un laboratoire d'analyses toujours débordé.
Dans un ensemble concentrationnaire très fragmenté et cloisonné, le revier de Dora est le seul lieu ouvert qui accueille des malades des différents blocks, dont ceux du Tunnel. À cause de cela, il est à même de recevoir et de diffuser des informations. C'est donc dans le Revier que s'organise la résistance.

#### La résistance à Dora
Lorsque Marcel Petit évoque son activité de résistant à Dora, il le fait comme lorsqu'il parle de sa résistance toulousaine, sans se mettre en avant. Il y apparaît comme un observateur et un accompagnateur d'un mouvement qui s'organise sous ses yeux, tout en restant sur le qui vive, très attentif sur l'application des règles de prudence. Pourtant, les témoignages de Français ou de Belges déportés à Dora abondent pour témoigner du rôle essentiel qu'il y a joué, très tôt après son admission au Revier, en coordonnant les différents acteurs,,,,.
Participent à ce que l'on a appelé le complot de Dora, parmi beaucoup d'autres : les communistes allemands dont le kapo du revier Fritz Pröll, des Français dont Marcel Petit, Edmond Debeaumarché, le général Louis Gentil, Émile Bollaert, Richard Pouzet, un résistant belge Pierre-Joseph Denis, des Tchèques dont le médecin Jan Cespiva, et des Russes œuvrant dans le Tunnel.
L'élément fédérateur de l'action est le sentiment partagé au sein du groupe qu'en cas de défaite, les SS décideront la suppression de tous les déportés. Devant la menace, le moment venu, il n'y aura qu'une solution, la lutte désespérée.
En attendant, la résistance s'organise autour de deux axes :
- l'entraide : la lutte pour la survie individuelle doit être conciliée avec la solidarité du collectif, on ne pourra pas s'en sortir seul
- la résistance active : repérer les mouchards, ralentir le travail, saboter les V2

La plupart des responsables sont arrêtés dans la nuit du 3 au 4 novembre et les jours qui suivent sur dénonciation par un Russe, Grodzoff, chef d'un block, et d'un Français, Maurice Naegel, ancien agent de la Gestapo tombé en disgrâce. Le caractère partiel des informations permet à certains responsables, dont Marcel Petit, de passer à travers les mailles du filet. Finalement, du fait d'autres circonstances, l'affaire ne se terminera tragiquement ni pour les Français ni pour les Tchèques alors que le dénouement est terrible, tortures pendant 14 jours puis assassinats, pour les Russes et pour les responsables communistes allemands dont Albert Kuntz (de). Fritz Pröll, le kapo du Revier, dont Petit était devenu le confident, y échappe en se suicidant. Leur dernier entretien relaté par Marcel Petit est émouvant par sa hauteur d'âme et sa sobriété antiques. Un dialogue de romains.

Sur cet épisode Louis Garnier apporte le témoignage suivant : 

« La prudence dont avait fait preuve Marcel Petit lui avait permis d'y échapper (aux arrestations). Ignorant tout de ces arrestations, je lui rendis visite à cette période. Sa situation était critique. C'est pourtant avec son calme et sa courtoisie habituels qu'il m'a exposé les faits et demandé d'interrompre mes visites »

#### L'évacuation de Dora:Les derniers soubresauts-Ravensbruck
Le 5 avril 1945, alors que les troupes américaines ne sont plus qu'à quelques km, les SS décident l'évacuation de Dora, tantôt par train, tantôt par des marches forcées à travers le Harz.
Ce que les historiens dont André Sellier, l'historien du camp de Dora, désignent par les marches de la mort, fait l'objet de deux brefs chapitres dans le livre Contrainte par corps de Marcel Petit. Soucieux de ne jamais en rajouter dans l'horreur, il les titre simplement Les derniers soubresauts et Ravensbruck. Sans plus. Et pourtant André Sellier estime que sur 40 000 détenus évacués il y eut en quelques semaines 11 000 morts laissant 29 000 survivants, dans des périples chaotiques où Petit faillit aussi laisser sa vie. Se définissant comme chanceux, il évoque en épilogue de son livre le sort de ceux qui la perdirent dans des drames plus atroces comme le massacre de Gardelegen et d'autres moins connus.

Il conclut : 

« Cette histoire est une histoire vraie, hélas ! Les morts sont bien morts. Un miracle déjà que tous les membres du réseau n'aient pas été fusillés aux premiers jours. Un concours de circonstances assez extraordinaire, comme il s'en produit au cours des guerres, a conduit les parties adverses à des conversations concernant nos personnes et à des échanges...de bons procédés. Notre vie a été sauvegardée provisoirement, mais nous sommes partis en Allemagne avec de fâcheuses étiquettes : NN et NU (retour indésirable), et beaucoup sont tombés »

Avec un petit groupe d'amis, il se retrouve libre le 3 mai à Lübz où s'opère la jonction entre américains et russes. Le 12 mai, il se fait reconnaître comme membre d'un réseau anglais auprès d'officiers britanniques et il est très surpris d'apprendre que des V2 aient pu atteindre Londres. Un avion l'emmène en Belgique puis c'est le passage au centre d'accueil de Lille, le 14 mai, et à l'hôtel Lutetia à Paris. Marcel Petit arrive à Toulouse le 16 mai.

## Inspecteur Général des Écoles vétérinaires: le bâtisseur
La Revue de Médecine Vétérinaire, organe de presse scientifique et d'informations de l'École nationale vétérinaire de Toulouse, salua, en ces termes, dans son numéro de mai 1945 le retour de déportation de son Directeur : 

« Monsieur le Professeur Petit, Directeur de l'École Vétérinaire de Toulouse, arrêté par la Gestapo le 13 avril 1943, puis déporté en Allemagne où il a connu les humiliations et les tortures des bagnes de Buchenwald et de Dora, a été rapatrié et se trouve en excellente santé à Toulouse, depuis le 16 mai 1945. »

 Même déporté, Marcel Petit était resté en titre le directeur de l'ENVT. Le professeur Ernest Darraspen exerça la fonction en tant que « directeur-professeur honoraire de l’École vétérinaire de Toulouse de 1943 à 1945 pendant la déportation de son titulaire », puis de 1962 à 1967.

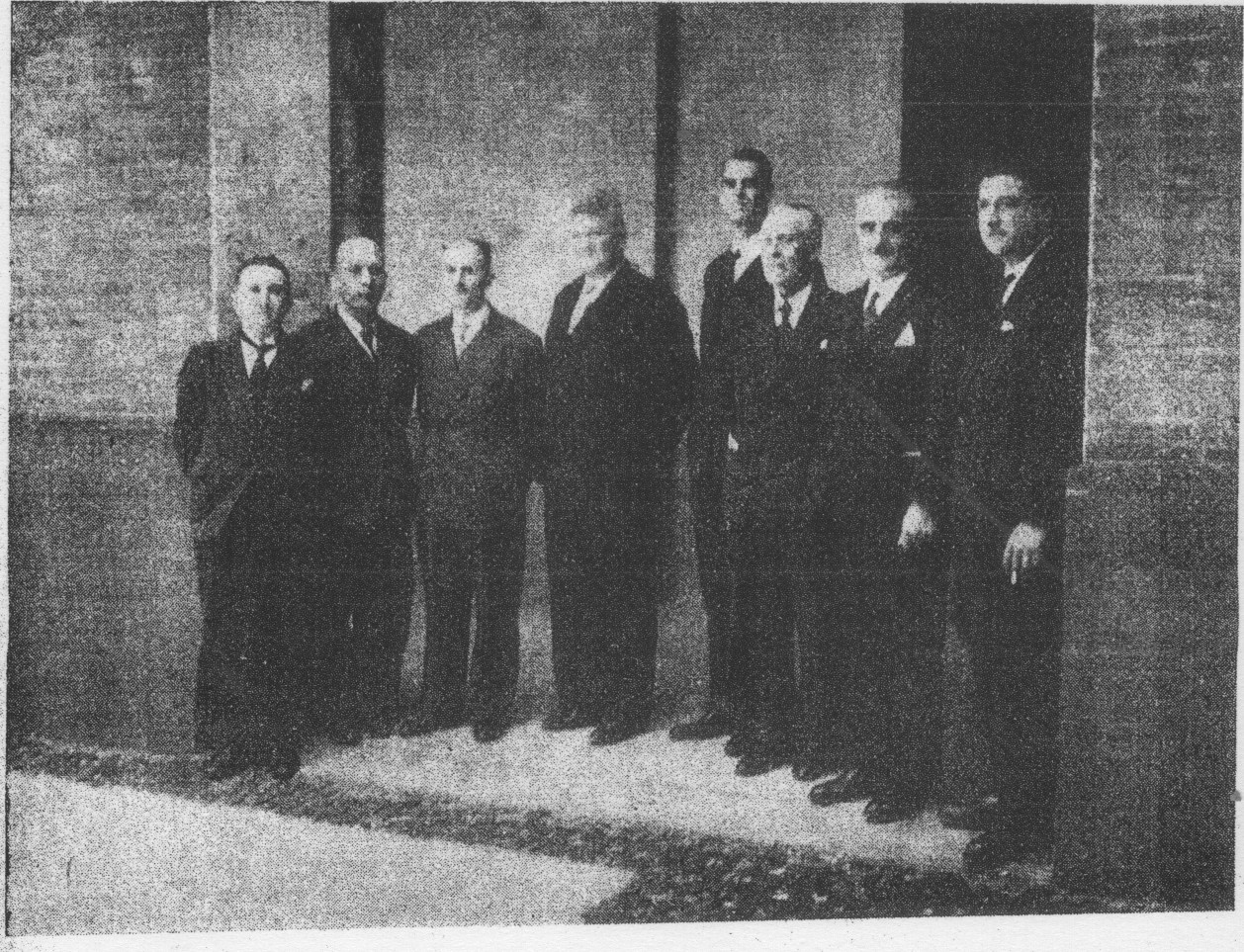
Journées vétérinaires des 22 et 23 juin 1946. Groupe des officiels : l'inspecteur général Petit est le 3e en partant de la gauche, à sa droite le professeur Ernest Darraspen, à sa gauche le directeur Pierre Pons

A son retour de captivité, on lui proposa le poste d'Inspecteur général des Écoles vétérinaires qui était vacant. Il l'accepta. Plus tard, il confessa qu'après les deux ans d'épreuves de la déportation, il lui aurait été difficile de se retrouver face à un public d'étudiants et de redevenir le professeur d'anatomie qu'il avait été.
Par arrêté ministériel en date du 20 mars 1941, Clément Bressou, directeur de l’École nationale vétérinaire d'Alfort, avait été nommé Inspecteur général des écoles vétérinaires à compter du 1er avril 1941. Il en démissionna, à sa demande, en septembre 1941 (arrêté ministériel en date du 10 septembre 1941). Mais il continua à en exercer la fonction de président des concours d'agrégation vétérinaire, fonction normalement dévolue à l'Inspecteur Général.
Le 7 septembre 1945, Marcel Petit était nommé Inspecteur Général des Écoles Nationales Vétérinaires, tandis que le 25 octobre 1945, Pierre Pons était nommé Directeur de l'École vétérinaire de Toulouse.

### L'enseignement
Achevant une des œuvres entreprises avant lui par Emmanuel Leclainche, la création en 1923 du doctorat vétérinaire sous la tutelle seule du Ministère de l'Agriculture, il obtint son rattachement à une double tutelle du Ministère de l'Éducation Nationale et du Ministère de l'Agriculture, sous l'appellation de « Diplôme de Docteur Vétérinaire des Universités de Paris, Lyon et Toulouse », ce que Leclainche avait demandé sans l'obtenir de l'Université. Le doctorat vétérinaire était désormais sur un pied d'égalité avec le doctorat en médecine.
Afin de favoriser les échanges avec les établissements vétérinaires étrangers, il obtint la création du titre de « Maître es Sciences Vétérinaires » conféré aux vétérinaires de nationalité étrangère ayant accompli un stage d'au moins deux ans dans l'une des trois Écoles vétérinaires en qualité d'assistant.
Il œuvra également pour l'accroissement du nombre d'enseignants. En 1946, le nombre de chaires tel que défini par le décret du 22 juillet 1943 était de 10 mais la non ouverture de postes aux concours faisait que certaines pouvaient rester vacantes longtemps. En 1959, année de son départ à la retraite, un arrêté du Ministère de l'Agriculture énumérait 13 chaires toutes pourvues ou en voie de l'être pour les nouvellement créées. Les trois nouvelles étaient issues de dédoublements, il s'agit de l'Inspection et contrôle des denrées alimentaires, de la Pathologie du bétail et des animaux de basse-cour (avec création des cliniques ambulantes), et de l'Alimentation des animaux domestiques. Ces créations devaient permettre aux nouvelles générations de vétérinaires de répondre aux besoins croissants de l'Élevage et de la Santé Publique.

### La construction de la nouvelle École vétérinaire de Toulouse
Sa forte personnalité, son passé de résistant et de déporté, lui valurent un soutien sans faille au sein des ministères de l'agriculture successifs de la Quatrième République, dont, plus particulièrement, celui de Roger Houdet, ministre de l'Agriculture de juin 1953 à février 1955 et de juin 1958 à janvier 1959 sous la Quatrième République, puis de janvier à mai 1959 dans le premier gouvernement de Cinquième République, et d'Émile Pelletier qui fut préfet de la Haute-Garonne de 1947 à 1955. Ce soutien servit toutes ses entreprises et plus particulièrement la sauvegarde de l'École de Toulouse puis sa reconstruction.
Dans le contexte des difficultés de l'Après-guerre, il fallut sauver l'École dont une commission dite « Commission des Économies » avait proposé la fermeture, en 1950. Il eut pour cela le soutien de la Mairie de Toulouse, du Préfet, du Conseil Général et d'élus de la Haute-Garonne.
Pressentant le risque pour Toulouse, ainsi que la réduction des moyens pour les deux autres écoles d'Alfort et de Lyon, Marcel Petit s'était opposé, dès 1948, aux projets de création de deux écoles vétérinaires, l'une à Rennes, l'autre à Alger.
Simultanément il obtint des crédits, pour les Écoles d'Alfort et de Lyon, pour des travaux de rénovation et d'agrandissement dont il suivit la réalisation.

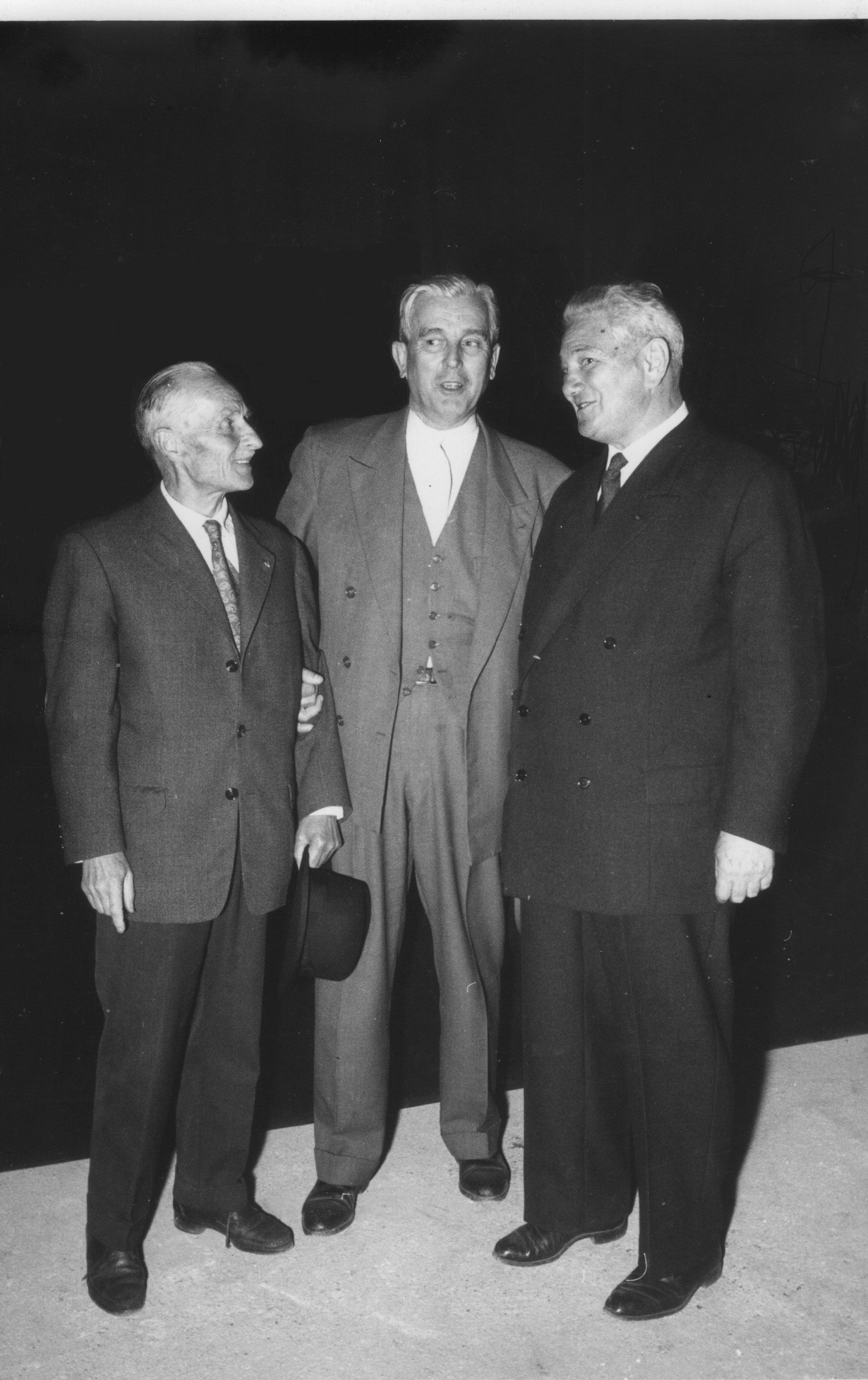
Marcel Petit, Noël Le Maresquier et Pierre Pons lors de la pose de la première pierre de la nouvelle École vétérinaire de Toulouse

Sa grande œuvre fut la construction de la nouvelle école vétérinaire de Toulouse. Il conduisit ce projet dans le cadre d'une parfaite entente avec le Directeur Pierre Pons et l'architecte Noël Le Maresquier. Lors de la pose de la première pierre en avril 1961, alors qu'il était officiellement à la retraite depuis le 30 septembre 1959, mais en prolongation d'activité pour les besoins de la cause, le directeur Pons rendit un hommage particulier à Marcel Petit « pour avoir, plus que tous, pensé le plan du nouvel établissement et contribué à sa réalisation ».
Le caractère très directif de l'équipe Petit-Pons-Le Maresquier heurta certains enseignants de l'École vétérinaire qui auraient aimé être associés davantage à la conception. Dans son compte-rendu de la cérémonie de la pose de la première pierre, le professeur Édouard Puget, rédacteur de la Revue de Médecine Vétérinaire, écrivit qu'ils « s'étaient réservé la responsabilité  de concevoir l'ensemble des constructions, se bornant à consulter certains chefs de service pour le détail de quelques aménagements intérieurs ». Or Petit et Pons avaient en mémoire les atermoiements du corps professoral des années 1930 qui, après la mort du directeur Jean Sendrail en 1935, en plus d'autres difficultés, ralentirent la construction et entravèrent l'occupation de ce qui aurait dû être la nouvelle école vétérinaire dans le quartier de la Juncasse, avant sa réquisition en 1939 par l'Armée de l'Air.
 Marcel Petit était pressé par le temps. Il retarda son départ à la retraite pour accélérer la conception des travaux et garantir leur financement. Ses craintes étaient fondées. En octobre 1964, les travaux s’arrêtèrent faute de crédits. Des constructions prévues dans le projet initial ne furent pas réalisées et le furent dans les cinquante-cinq ans qui ont suivi. Un musée de l'enseignement vétérinaire, un gymnase et un auditorium qui avaient été initialement prévus n'ont jamais été réalisés.

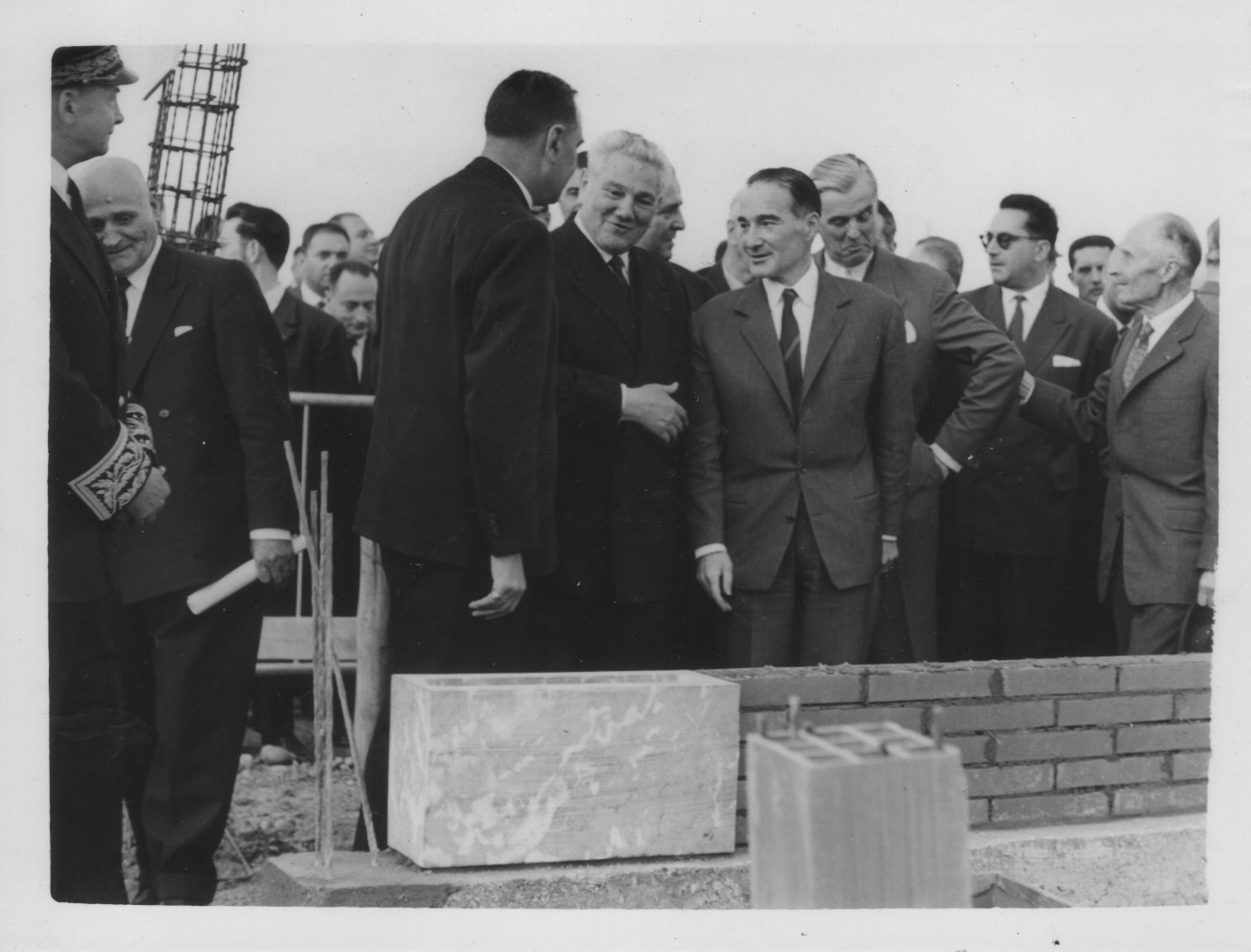
Pierre Pons, Guy Lazorthes, Noël Le Maresquier et Marcel Petit
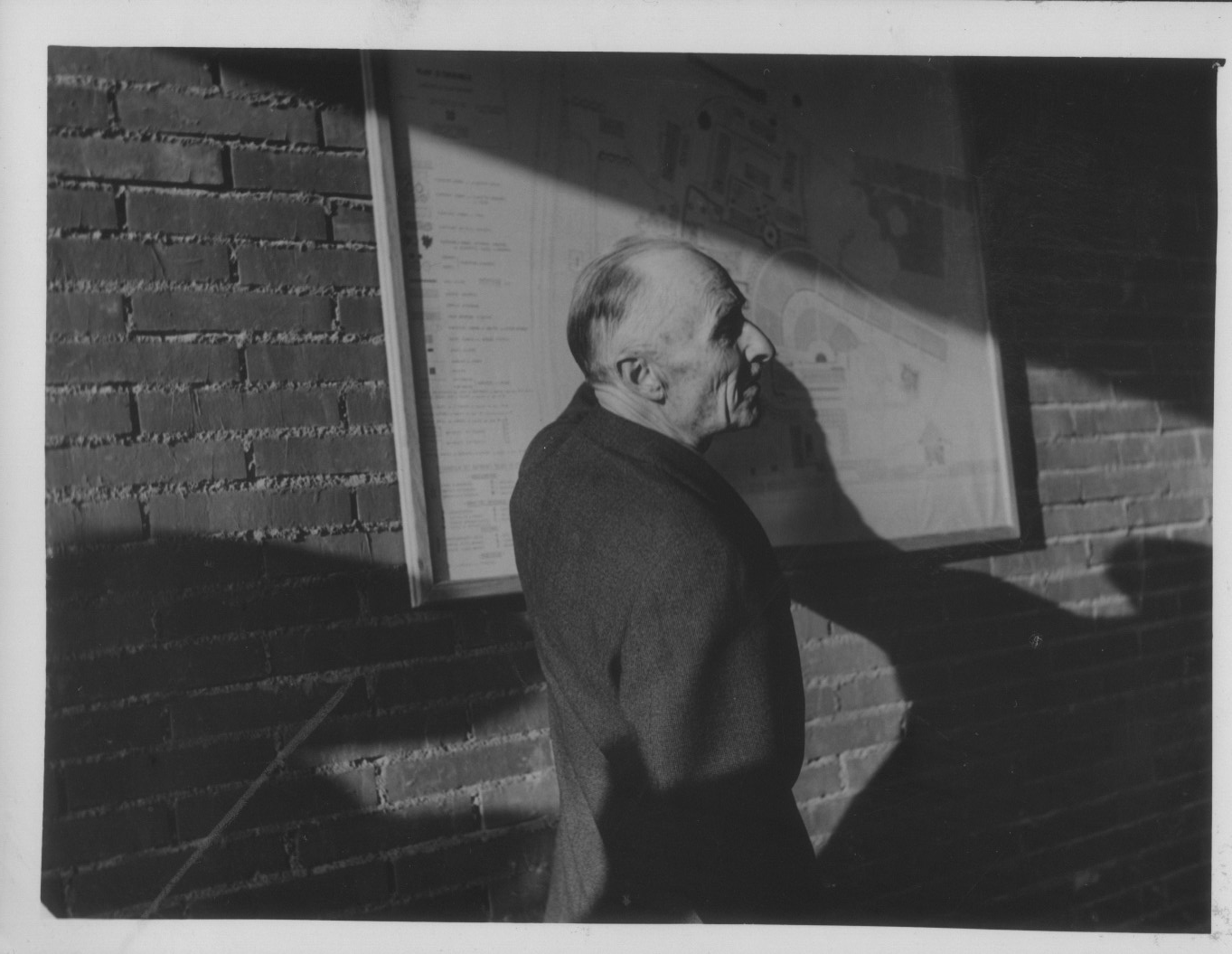
Marcel Petit commente le plan de la nouvelle École
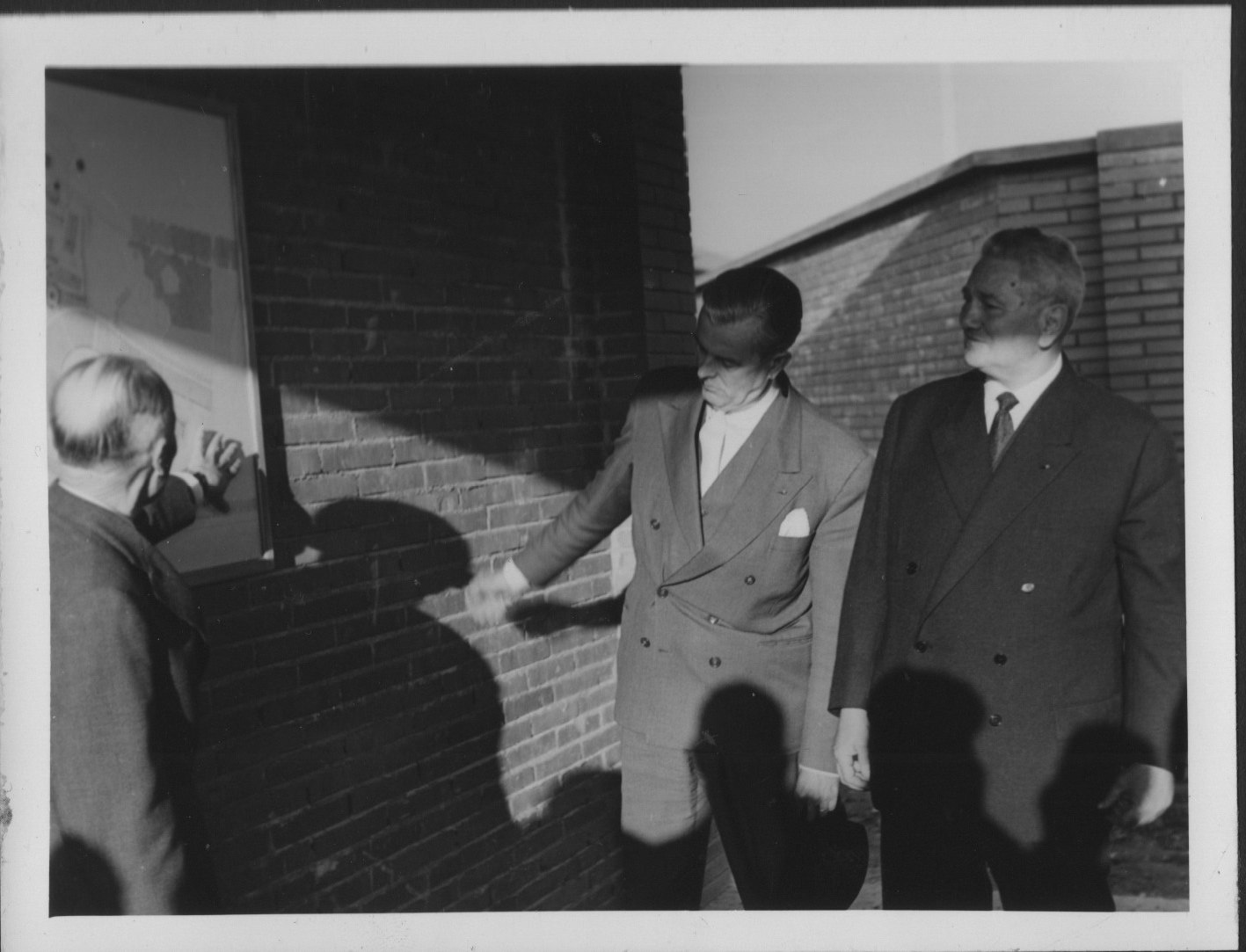
Marcel Petit, Noël Le Maresquier et Pierre Pons devant le plan de la nouvelle École
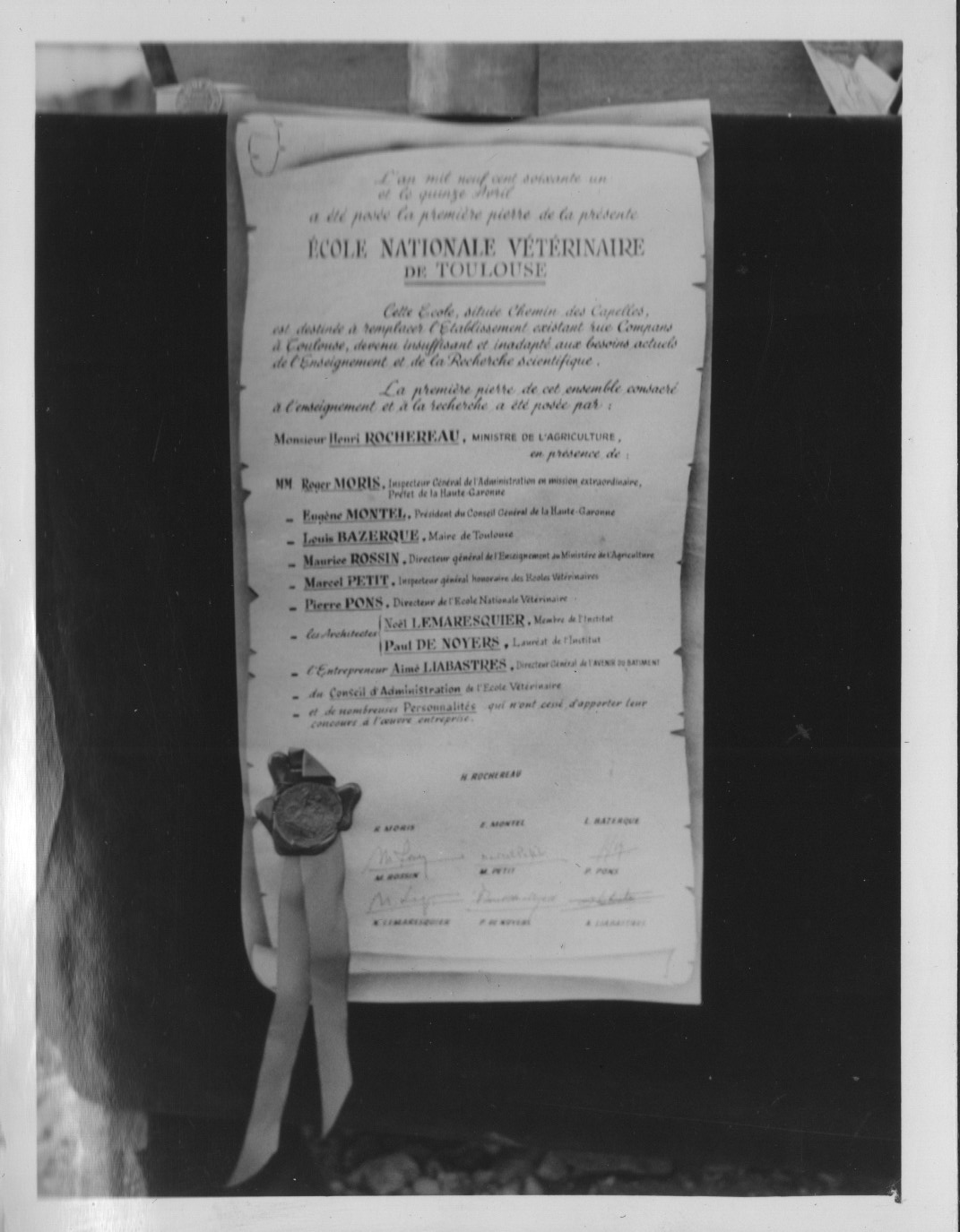
Parchemin avec noms, qualités et signatures des personnalités

## Personnalité
Birago Diop qui fut son élève en 1930 et 1931 a laissé le témoignage suivant :

« M. Marcel Petit, le professeur d'Anatomie, portait bien son nom pour sa taille et sa carrure. Le verbe aussi sec que les traits de son visage et les coups de craie essentiels qu'il dessinait au tableau noir, d'un geste vif et sans retouches, concluant sur les croquis d'un tibia ou d'un humérus : « Le reste, pas d'importance, je laisse tomber ! » II conseillait à nos condisciples d'Europe Centrale, qui suivaient les cours avec un dictionnaire français-bulgare ou roumain à portée des yeux : « Prenez une poule. Vous apprendrez plus vite le français »

De sa carrière et de ses écrits, il ressort que Marcel Petit, malgré ses titres scientifiques, était tout le contraire de l'Homo academicus selon la célèbre formule de Pierre Bourdieu. Professeur de l'enseignement supérieur atypique, c'était l'antithèse de son collègue Clément Bressou, avec lequel ses relations restèrent froides, indépendamment de leurs divergences en matière d'enseignement de l'anatomie. Il n'y a donc rien d'étonnant à ce qu'il ne se soit jamais attardé dans les sociétés savantes et qu'il n'ait jamais postulé pour être membre d'une académie nationale qui, après 1945, aurait été honorée de le recevoir au regard de ses titres et de son prestige.
Dès 1913, il avait opté pour une action syndicale jugée alors illégale dans l'enseignement et ses démêlés avec ses chefs hiérarchiques furent fréquents, voire tumultueux.
Devenu Inspecteur général des écoles vétérinaires, il n'hésita pas à affronter la réprobation générale en tentant d'arracher la profession à son malthusianisme d'alors, dans les années où celle-ci s'estimait condamnée à la « pléthore » par des promotions de soixante étudiants.

Les plus beaux témoignages sur la personnalité de Marcel Petit sont ceux qu'ont laissés ses compagnons de déportation, tel celui que livre le général Louis Garnier qui fut président de l'Amicale de Dora-Ellrich, pour la période d'internement, en quarantaine, à Buchenwald : 

« Grâce à sa personnalité hors du commun, je conserve un souvenir extraordinaire de cette période, malgré les souffrances endurées. Nous sommes restés plusieurs semaines sans travailler et nous avons profité de ce qu'il apportait aux jeunes français. Il était la simplicité même. Il s'entretenait familièrement avec nous sans jamais jouer au pater familias vis à vis des gamins que nous étions. Jamais il n'affichait le patriotisme qui l'avait fait rentrer dans la Résistance à un âge où il aurait pu se dispenser d'agir. Jamais il ne nous a fait sentir le poids de son expérience. Jamais il ne nous a infligé ce qui pourrait ressembler à une leçon.
Il évoquait avec nous les souvenirs de son travail, de sa carrière, du scoutisme, de sa vie familiale. Il le faisait avec simplicité et humour, dans une langue de grande clarté qui laissait transparaître sa hauteur de vue et la qualité de son jugement, sans jamais se départir de son calme et d'une grande courtoisie qui cachaient une force de caractère peu commune. Nous l'en respections d'autant plus ! »

### Contrainte par corps: genèse du livre
Marcel Petit a rédigé son ouvrage en 1947 et 1948. Il le soumit au directeur d'un grand quotidien national pour un avis sur la suite à donner, en tant que matière possible d'un livre. Celui-ci l'en dissuada car, selon lui, un livre sur ce sujet ne trouverait pas ses lecteurs. La page était tournée, ou on voulait qu'elle le soit. Marcel Petit reprit son travail de rédaction, bien plus tard, en 1971, dans le silence de nuits d'insomnies, pour le léguer à ses enfants et petits enfants en tant que texte de souvenirs et de témoignages. Une agence d'édition repéra cet ouvrage dans un centre de documentation sur la Résistance et proposa sa publication à Mme Jacqueline Ballossier, fille de Marcel Petit, en lui demandant d'en écrire une postface, ce qu'elle accepta sous réserve que l'on ne touche pas à l'écriture du texte de son père. Le livre est sorti en 2009, 23 ans après la mort de Marcel Petit.

## Hommages
- un rond-point du quartier Mirail, à Toulouse, porte le nom de Marcel Petit
- Le 28 juin 2019, à l'École vétérinaire de Toulouse, en présence de la Mairie de Toulouse et de membres de sa famille, une hommage a été rendu, avec pose d'une plaque à la mémoire de Marcel Petit, directeur, et de Paul Dupin, secrétaire général, résistants et déportés[44]. Voir la photographie Pose d'une plaque à la mémoire de Marcel Petit et de Paul Dupin